# جيسي هولينز
جيسي هولينز (بالإنجليزية: Jessie Hollins)‏ هو لاعب كرة قاعدة أمريكي، ولد في 27 يناير 1970 في كونروي في الولايات المتحدة، وتوفي في 10 يوليو 2009 في Piney Woods ‏ في الولايات المتحدة بسبب غرق.

## وصلات خارجية
- جيسي هولينز على موقع دوري كرة القاعدة الرئيسي (الإنجليزية)
- جيسي هولينز على موقعبيزبول رفرنس.كوم (الدوري الرئيسي) (الإنجليزية)